# Calasca-Castiglione
Calasca-Castiglione est une commune italienne de la province du Verbano-Cusio-Ossola dans la région Piémont en Italie.

## Administration
| Période                                  | Période | Identité | Étiquette | Qualité |
| ---------------------------------------- | ------- | -------- | --------- | ------- |
|                                          |         |          |           |         |
| Les données manquantes sont à compléter. |         |          |           |         |

### Hameaux
Barzona, Calasca dentro, Pianezzo, Antrogna, Duiamen, Molini, Gurva, Boretta, Vigino, Porcareccia, Pecciola, Selvavecchia, Castiglione d'Ossola, Colombetti, Meggianella

### Communes limitrophes
Antrona Schieranco, Bannio Anzino, Pallanzeno, Piedimulera, Pieve Vergonte, Rimella, Seppiana, Valstrona, Vanzone con San Carlo, Viganella